# Kanton Gergy
 Gergy is een kanton van het Franse departement Saône-et-Loire. Het kanton maakt deel uit van het arrondissement Chalon-sur-Saône. Het telde 17.406 inwoners in 2018.

## Geschiedenis
Het kanton werd gevormd ingevolge het decreet van 18  februari 2014 met uitwerking op 22 maart 2015.
Op 1 januari 2025 gefuseerden de gemeenten Ciel en Verdun-sur-le-Doubs tot de commune nouvelle Verdun-Ciel. Hiermee nam het aantal gemeenten in het kanton af van 28 tot 27.

## Gemeenten
Het kanton omvat volgende gemeenten:
- Allerey-sur-Saône
- Bey
- Les Bordes
- Bragny-sur-Saône
- Charnay-lès-Chalon
- Clux-Villeneuve
- Damerey
- Demigny
- Écuelles
- Gergy
- Lessard-le-National
- Longepierre
- Mont-lès-Seurre
- Navilly
- Palleau
- Pontoux
- Saint-Didier-en-Bresse
- Saint-Gervais-en-Vallière
- Saint-Loup-Géanges
- Saint-Martin-en-Gâtinois
- Saint-Maurice-en-Rivière
- Sassenay
- Saunières
- Sermesse
- Toutenant
- Verdun-Ciel
- Verjux